# Алемды
Алемды (каз. Әлемді, до 1993 г. — Карла Маркса) — село в Алакольском районе Жетысуской области Казахстана. Входит в состав Кольбайского сельского округа. Код КАТО — 193457200.

## Население
В 1999 году население села составляло 210 человек (113 мужчин и 97 женщин). По данным переписи 2009 года, в селе проживало 99 человек (49 мужчин и 50 женщин).